# Filtro a tamburo
I filtri a tamburo (in inglese rotary drum filter) sono delle apparecchiature impiegate per la filtrazione, ovvero la separazione di un solido in miscela con una fase eterogenea.
Esistono due tipi di filtro a tamburo:
- filtro a tamburo tipo Oliver
- filtro a tamburo tipo Swenson.

## Filtro a tamburo tipo Oliver

Schema di funzionamento di un filtro a tamburo tipo Oliver.

I "filtri a tamburo tipo Oliver" sono composti da un tamburo rotante immerso in parte in una vasca contenente la soluzione da filtrare (detta "torbida"). Sulla superficie laterale del tamburo sono ricavati dei minuscoli forellini, che comunicano con un ambiente a pressione minore della pressione atmosferica (grazie all'utilizzo di una pompa a vuoto).
Si hanno quindi le seguenti fasi durante il funzionamento dell'apparecchiatura:
- la soluzione (liquido-solido) viene quindi prelevata dalla vasca dalla sezione del tamburo che si trova immersa;
- la fase liquida viene aspirata all'interno del tamburo, mentre la fase solida viene trattenuta sulla superficie del tamburo: in questa maniera la soluzione si impoverisce di liquido e si concentra di solido; lo strato di solido trattenuto sulla superficie del filtro viene chiamato "torta" (in inglese "cake");
- la torta viene spruzzata con un cosiddetto "liquido di lavaggio";
- viene aspirato il liquido di lavaggio;
- il prodotto viene asportato tramite un "coltello raschiatore" posto in prossimità della superficie del tamburo oppure "per gravità" (tramite l'azione una tappeto rotante intorno a due cilindri, dei quali uno è il tamburo filtrante);
- la superficie del tamburo, ripulita dal solido, continua la sua rotazione e quindi si immerge nuovamente dalla soluzione, per cui il ciclo continua come descritto sopra.

Come si vede, il processo della filtrazione a tamburo avviene in continuo, a differenza di molti altri filtri che operano in batch (quale ad esempio la filtropressa).
Per evitare che la superficie del tamburo venga ad essere otturata dai solidi più fini, si può effettuare un "precondizionamento", durante il quale si ricopre la superficie del filtro di un sottile strato di solidi granulari aventi elevata porosità (ad esempio farina fossile).

## Filtri a tamburo tipo Swenson
Nel "filtro a tamburo tipo Swenson" il processo avviene secondo le seguenti fasi:
- l'alimentazione della torbida avviene dall'alto tramite una tramoggia;
- viene effettuato il lavaggio della torta tramite appositi spruzzatori;
- la torta viene investita da un flusso di aria calda, che determina l'essiccamento della torta;
- due "coltelli raschiatori" provvedono al distacco della torta;
- il solido viene raccolto dal fondo dell'apparecchiatura da una coclea.